# Ismaïl Kadaré
Ismail Kadare (tiếng Albania: [ismaˈil kadaˈɾe], cũng viết là Kadaré; sinh ngày 28 tháng 1 năm 1936) là một tiểu thuyết gia và nhà thơ người Albania. Ông đã từng là một nhân vật văn học hàng đầu ở Albania từ những năm 1960. Ông tập trung vào thơ cho đến khi xuất bản cuốn tiểu thuyết đầu tiên của mình, Vị tướng của Quân đội chết, đã đem lại cho ông sự nổi tiếng trong và ngoài nước. Năm 1996, ông trở thành thành viên của Học viện Khoa học Chính trị và Đạo đức Pháp.
Năm 1992, ông được trao giải Prix mondial Cino Del Duca; Vào năm 2005, ông đã thắng giải Man Booker quốc tế; năm 2009, thắng Giải thưởng Hoàng tử xứ Asturias về Nghệ thuật; năm 2015, thắng giải Jerusalem, và năm 2016, ông được nhận Bắc Đẩu Bội tinh. Ông đã chia thời gian của mình giữa hai quốc gia Albania và Pháp từ năm 1990. Kadare đã được đề cập như một người có thể được trao giải Nobel Văn học vài lần. Tác phẩm của ông đã được xuất bản trên khoảng 45 ngôn ngữ.
Kadare được nhiều người coi là một trong những nhà văn và trí thức vĩ đại nhất của châu Âu trong thế kỷ 20, và ngoài ra, như một tiếng nói phổ quát chống lại chủ nghĩa độc tài toàn trị.